# Le Boultè
Le Boultè (orthographié aussi Le Boultê ou Le Boulté) est une colonne érigée dans les Hautes Fagnes dans la commune de Waimes, à l'est de la province de Liège en Belgique. Ce monument historique est classé depuis 1991.

## Situation
Cette colonne se situe le long de la route nationale 68 à environ 200 m au sud-est de la Baraque Michel et à une centaine de mètres à l'est de la chapelle Fischbach. Elle devait faire office de repère surtout en cas d'enneigement.

## Historique
Le Boultè aurait été dressé en 1566 par les familles Hauptmann-Panhaus, à l'origine aussi des colonnes Hauptmann et Panhaus, érigées dans la région proche. Il a été brisé en 1749, réparé puis renversé en 1878 par l’administration allemande afin d’éviter toute confusion avec les bornes frontières. Restauré puis redressé en 1906 par des fagnards aidés par les abbés Pietkin et Beeckman, la colonne est surmontée à cette époque d’une sculpture en pomme de pin et d’une petite croix. Il est possible que cette pomme de pin provienne de l’ancien perron de Malmedy ou de la Colonne Hauptman détruite dont il ne reste que le socle. Lors de la bataille des Ardennes en janvier 1945, il est renversé par les troupes américaines lors des travaux de rectification de la route puis redressé à l'endroit actuel par Les Amis de la Fagne en 1947.

## Description

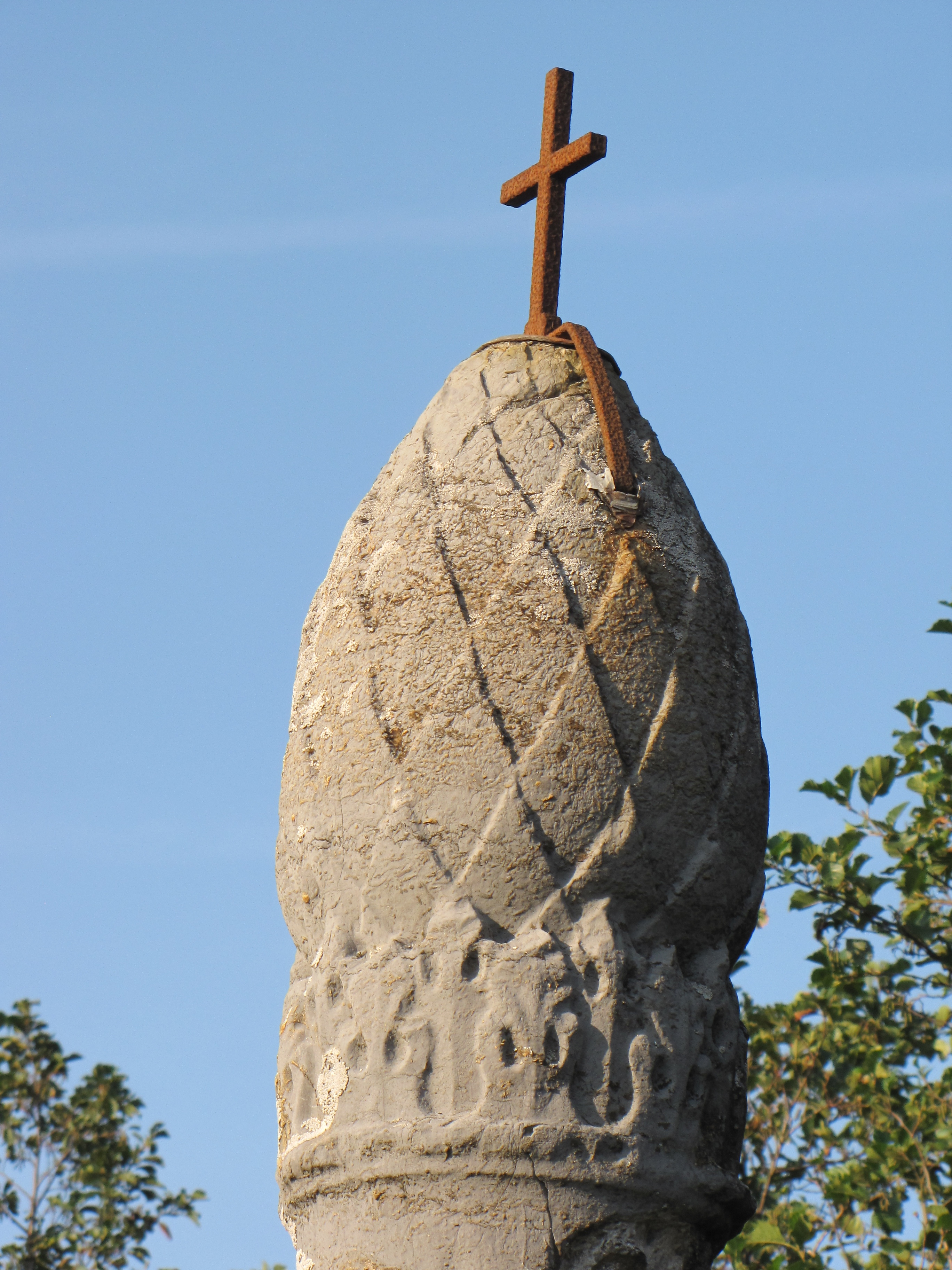
Partie supérieure du Boultè

Cette colonne cylindrique haute d'environ 4,5 m est sculptée dans de l'arkose de Waimes, un grès d'Ardenne local pour son tiers inférieur et constituée de pierre calcaire pour les deux tiers supérieurs. La partie haute représente une grande pomme de pin surmontée d'une petite croix à l'instar des perrons de la Principauté de Liège ou de la Principauté de Stavelot-Malmedy.